# Taxonomía humana

La clasificación taxonómica de los humanos siguiendo a John Edward Gray (1825).

Descripción general de la especiación y la hibridación dentro del género Homo durante los últimos dos millones de años (eje vertical). La rápida expansión "fuera de África" del H. sapiens se indica en la parte superior del diagrama, con la mezcla indicada con neandertales, denisovanos y homínidos africanos arcaicos no especificados.

La taxonomía humana es la clasificación de la especie humana (nombre sistemático Homo sapiens, latín: "hombre sabio") dentro de la taxonomía zoológica. El género sistemático, Homo, está diseñado para incluir tanto a humanos anatómicamente modernos como a variedades extintas de humanos arcaicos. Los humanos actuales han sido designados como subespecies de Homo sapiens sapiens, diferenciados según algunos del antepasado directo, Homo sapiens idaltu (con algunas otras investigaciones que clasifican a idaltu y a los humanos actuales como pertenecientes a la misma subespecie).
Desde la introducción de nombres sistemáticos en el siglo XVIII, el conocimiento de la evolución humana ha aumentado drásticamente y se han propuesto varios taxones intermedios en el siglo XX y principios del XXI. La agrupación de taxonomía más ampliamente aceptada considera que el género Homo se originó entre dos y tres millones de años atrás, dividido en al menos dos especies, Homo erectus arcaico y Homo sapiens moderno, con alrededor de una docena de sugerencias adicionales para especies sin reconocimiento universal.
El género Homo se ubica en la tribu Hominini junto a Pan (chimpancés). Se estima que los dos géneros divergieron durante un período prolongado de hibridación que abarcó aproximadamente hace 10 a 6 millones de años, con una posible mezcla hasta hace 4 millones de años. Una subtribu de validez incierta, que agrupa especies arcaicas "prehumanas" o "parahumanas" más jóvenes que la división Homo - Pan, es la Australopithecina (propuesta en 1939).
Una propuesta introduciría a Hominina como una subtribu junto a Australopithecina, siendo Homo el único género conocido dentro de Hominina. Alternativamente, los géneros "prehumanos" o "protohumanos" de Australopithecus, Ardipithecus, Praeanthropus y posiblemente Sahelanthropus, pueden colocarse en pie de igualdad con el género Homo. Una visión aún más radical rechaza la división de Pan y Homo como géneros separados, lo que basado en el Principio de Prioridad implicaría la reclasificación de los chimpancés como Homo paniscus (o similar).
Antes de la clasificación científica actual de los seres humanos, los filósofos y los científicos hicieron varios intentos para clasificar a los seres humanos. Ofrecieron definiciones del ser humano y esquemas para clasificar tipos de humanos. Los biólogos alguna vez clasificaron las razas como subespecies, pero hoy los antropólogos rechazan el concepto de raza y ven a la humanidad como un continuo genético interrelacionado. La taxonomía de los homínidos continúa evolucionando.

## Historia
La taxonomía humana, por un lado, implica la ubicación de los humanos dentro de la taxonomía de los homínidos (grandes simios) y, por otro, la división de los humanos arcaicos y modernos en especies y, si corresponde, subespecies. La taxonomía zoológica moderna fue desarrollada por Carl Linnaeus durante las décadas de 1730 a 1750. Llamó a la especie humana como Homo sapiens en 1758, como la única especie miembro del género Homo, dividido en varias subespecies correspondientes a las grandes razas. El sustantivo latino homō (genitivo hominis) significa "ser humano". El nombre sistemático Hominidae para la familia de los grandes simios fue introducido por John Edward Gray (1825). Gray también proporcionó Hominini como el nombre de la tribu que incluye tanto a los chimpancés (género Pan) como a los humanos (género Homo).
El descubrimiento de la primera especie humana arcaica extinta del registro fósil data de mediados del siglo XIX: el Homo neanderthalensis, clasificado en 1864. Desde entonces, se han nombrado varias otras especies arcaicas, pero no existe un consenso universal en cuanto a su número exacto. Después del descubrimiento de H. neanderthalensis, que incluso si es "arcaico" es reconocible como claramente humano, la antropología de finales del siglo XIX y principios del XX se ocupó durante un tiempo de encontrar el supuestamente "eslabón perdido" entre Homo y Pan. El engaño del "Hombre de Piltdown" de 1912 fue la presentación fraudulenta de una especie de transición. Desde mediados del siglo XX, el conocimiento del desarrollo de Hominini se ha vuelto mucho más detallado y la terminología taxonómica se ha modificado varias veces para reflejar esto.
La introducción de Australopithecus como tercer género, junto con Homo y Pan, en la tribu Hominini se debe a Raymond Dart (1925). Australopithecina como una subtribu que contiene tanto Australopithecus como Paranthropus (Broom 1938) es una propuesta de Gregory & Hellman (1939). Las adiciones propuestas más recientemente a la subtribu Australopithecina incluyen Ardipithecus (1995) y Kenyanthropus (2001). La posición de Sahelanthropus (2002) en relación con Australopithecina dentro de Hominini no está clara. Cela-Conde y Ayala (2003) proponen el reconocimiento de Australopithecus, Ardipithecus, Praeanthropus y Sahelanthropus (este último incertae sedis) como géneros separados.
Otros géneros propuestos, ahora considerados en su mayoría como parte de Homo, incluyen: Pithecanthropus (Dubois, 1894), Protanthropus (Haeckel, 1895), Sinanthropus (Black, 1927), Cyphanthropus (Pycraft, 1928) Africanthropus (Dreyer, 1935), Telanthropus (Broom y Anderson 1949), Atlanthropus (Arambourg, 1954), Tchadanthropus (Coppens, 1965).
Se cree que el género Homo se originó hace unos dos millones de años, desde el descubrimiento de herramientas de piedra en Olduvai Gorge, Tanzania, en la década de 1960. Homo habilis sería la primera especie "humana" (miembro del género Homo) por definición, siendo su espécimen tipo los fósiles OH 7. Sin embargo, el descubrimiento de más fósiles de este tipo ha abierto el debate sobre la delimitación de H. habilis del Australopithecus. Especialmente, el fósil de mandíbula LD 350-1 descubierto en 2013, fechado en 2.8 millones de años, se ha argumentado como una transición entre los dos. También se discute si H. habilis fue el primer homínido en utilizar herramientas de piedra, se han encontrado Australopithecus garhi, fechado en 2,5 millones de años junto con herramientas de piedra. El fósil KNM-ER 1470 (descubierto en 1972, designado Pithecanthropus rudolfensis por Alekseyev 1978) se considera ahora como una tercera especie temprana de Homo (junto con H. habilis y H. erectus) hace aproximadamente 2 millones de años, o alternativamente como una transición entre Australopithecus y Homo.
Se ha propuesto que la tribu Hominini ("homínidos") de Gray sea designada como que comprende todas las especies después del último ancestro común chimpancé-humano por definición, con la inclusión de australopitecinos y otras posibles especies prehumanas o parahumanas (como Ardipithecus y Sahelanthropus) no conocido en la época de Gray. En esta sugerencia, la nueva subtribu de Hominina debía ser designada para incluir el género Homo exclusivamente, de modo que Hominini tendría dos subtribus, Australopithecina y Hominina, siendo el único género conocido en Hominina Homo. Se ha propuesto a Orrorin como un posible antepasado de Hominina pero no de Australopithecina.
Se han propuesto designaciones alternativas a Hominina: Australopithecinae y Preanthropinae.

## Especies
Se han propuesto al menos una docena de especies de Homo distintas de Homo sapiens, con diversos grados de consenso. El Homo erectus es ampliamente reconocido como la especie directamente ancestral del Homo sapiens. La mayoría de las otras especies propuestas se proponen como pertenecientes alternativamente al Homo erectus o al Homo sapiens como subespecie. Esto concierne en particular al Homo ergaster. Una propuesta divide al Homo erectus en una variedad africana y una asiática; el africano es Homo ergaster y el asiático es Homo erectus sensu stricto. (La inclusión de Homo ergaster con el Homo erectus asiático es Homo erectus sensu lato.) Parece haber una tendencia reciente, con la disponibilidad de fósiles cada vez más difíciles de clasificar, como los cráneos de Dmanisi o los fósiles de Homo naledi, de incluir todas las variedades arcaicas en Homo erectus.

## Subespecies

### Subespecies deHomo sapiens

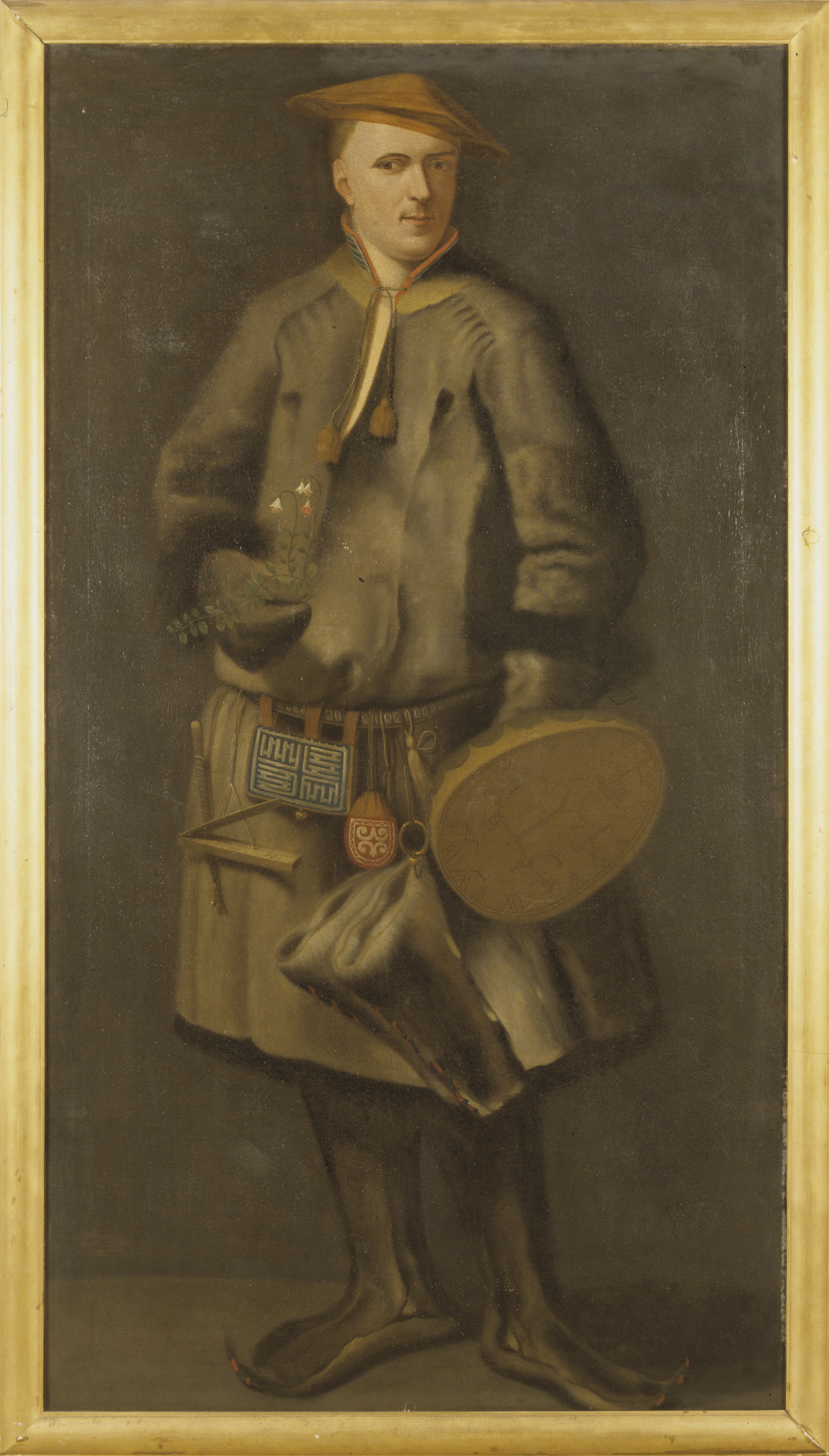
Pintura de Carl von Linné de 1737 vistiendo un traje tradicional sami. Linneo se denomina a veces como el lectotipo de H. sapiens y H. s. sapiens.

El reconocimiento o no reconocimiento de subespecies de Homo sapiens tiene una historia complicada. El rango de subespecies en zoología se introduce por conveniencia, y no por criterios objetivos, basados en una consideración pragmática de factores como el aislamiento geográfico y la selección sexual. El rango taxonómico informal de la raza se considera equivalente o subordinado al rango de las subespecies, y la división de los humanos anatómicamente modernos (H. sapiens) en subespecies está estrechamente relacionada con el reconocimiento de los principales grupos raciales basados en la variación genética humana.
Una subespecie no puede reconocerse de forma independiente: se reconocerá que una especie no tiene ninguna subespecie o al menos dos (incluidas las que están extintas). Por lo tanto, la designación de una subespecie existente Homo sapiens sapiens solo tiene sentido si se reconoce al menos otra subespecie. H. S. sapiens se atribuye a "Linnaeus (1758)" por el Principio taxonómico de coordinación.  William Stearn (1959) en un "comentario de pasada" argumentó que Linneo "debe ser el tipo de su Homo sapiens". Dado que Linneo describe H. s. europaeus por tener ojos azul/verde (caerulus) pero él mismo tenía ojos marrones, no puede haberse incluido en H. s. europaeus, Linnaeus tendría que clasificarse como H. sapiens sapiens, ya que no coincidiría con ninguna de las descripciones de sus cinco subespecies, por lo que sería el lectotipo tanto de H. sapiens como de H. s. sapiens dentro de su propia nomenclatura de subespecies.
Durante el siglo XIX y mediados del siglo XX, era una práctica común clasificar las principales divisiones de H. sapiens existentes como subespecies, siguiendo a Linnaeus (1758), que había reconocido a H. s. americanus, H. s. europaeus, H. s. asiaticus y H. s. aferra como agrupar las poblaciones nativas de las Américas, Eurasia Occidental, Asia Oriental y África Subsahariana, respectivamente, además de H. s. ferus (para la forma "salvaje" que identificó con los niños ferales) y otras dos formas "salvajes" para los especímenes reportados que ahora se consideran parte de la criptozoología, H. s. monstruosus y H. s. trogloditas.
Hubo variaciones y adiciones a las categorías de Linneo, como H. s. tasmanianus para la población nativa de Australia. Bory de St. Vincent en su Essai sur l'Homme (1825) extendió las categorías "raciales" de Linné hasta quince: Leiotrichi ("pelo liso"): japeticus (con subrazas), arabicus, indicus, scythicus, sinicus, hyperboreus, neptunianus, australasicus, columbicus, americanus, patagonicus; Oulotrichi ("pelo rizado"): aethiopicus, cafer, hottentotus, melaninus. Del mismo modo, Georges Vacher de Lapouge (1899) también tenía categorías basadas en la raza, como priscus, spelaeus (etc.).
El Homo sapiens neanderthalensis fue propuesto por King (1864) como una alternativa al Homo neanderthalensis. Ha habido "guerras taxonómicas" sobre si los neandertales eran una especie separada desde su descubrimiento en la década de 1860. Se ha llegado a enmarcar esto como un debate que es irresoluble en principio, "ya que no existe una definición de especie que describa perfectamente el caso". Louis Lartet (1869) propuso el Homo sapiens fossilis basándose en los fósiles de Cro-Magnon.
Hay una serie de propuestas de variedades extintas de Homo sapiens realizadas en el siglo XX. Muchas de las propuestas originales no utilizaban una nomenclatura trinomial explícita, a pesar de que Wilson y Reeder (2005) todavía las citan como sinónimos válidos de H. sapiens. Estos incluyen: Homo grimaldii (Lapouge, 1906), Homo aurignacensis hauseri (Klaatsch & Hauser, 1910), Notanthropus eurafricanus (Sergi, 1911), Homo fossilis infrasp. proto-aethiopicus (Giuffrida-Ruggeri, 1915), Telanthropus capensis (Broom, 1917), Homo wadjakensis (Dubois, 1921), Homo sapiens cro-magnonensis, Homo sapiens grimaldiensis (Gregory, 1921), Homo drenmidnani (Kleinschnani) 1931), Homo galilensis (Joleaud, 1931) = Paleanthropus palestinus (McCown & Keith, 1932). Rightmire (1983) propuso Homo sapiens rhodesiensis.
En la década de 1980, la práctica de dividir las poblaciones existentes de Homo sapiens en subespecies disminuyó. Una de las primeras autoridades que evitaron explícitamente la división de H. sapiens en subespecies fue Grzimeks Tierleben, publicado 1967 – 1972. Un ejemplo tardío de una autoridad académica que propone que los grupos raciales humanos deben considerarse subespecies taxonómicas es John Baker (1974). La nomenclatura trinomial Homo sapiens sapiens se hizo popular para los "humanos modernos" en el contexto de que los neandertales se consideraran una subespecie de H. sapiens en la segunda mitad del siglo XX. Derivado de la convención, generalizada en la década de 1980, de considerar dos subespecies, H. s. neanderthalensis y H. s. sapiens, la afirmación explícita de que " H. s. sapiens es la única subespecie humana existente" aparece a principios de la década de 1990.
Desde la década de 2000, el extinto Homo sapiens idaltu ha ganado un amplio reconocimiento como una subespecie de Homo sapiens, pero incluso en este caso hay una opinión disidente que sostiene que "los cráneos pueden no ser lo suficientemente distintivos como para justificar un nuevo nombre de subespecie". H. s. neanderthalensis y H. s. rhodesiensis continúan siendo consideradas especies separadas por algunas autoridades, pero el descubrimiento en la década de 2010 de la evidencia genética de la mezcla humana arcaica con humanos modernos ha reabierto los detalles de la taxonomía de los humanos arcaicos.

### Subespecies deHomo erectus
El Homo erectus desde su introducción en 1892 se ha dividido en numerosas subespecies, muchas de las cuales antes se consideraban especies individuales de Homo. Ninguna de estas subespecies tiene consenso universal entre los paleontólogos.
- Homo erectus erectus (Hombre de Java) (década de 1970)[39]
- Homo erectus yuanmouensis (Yuanmou Man) (Li et al., 1977)
- Homo erectus lantianensis (Hombre Lantian) (Woo Ju-Kang, 1964)
- Homo erectus nankinensis (Hombre de Nanjing) (1993)
- Homo erectus pekinensis (Hombre de Pekín) (década de 1970)
- Homo erectus palaeojavanicus (Meganthropus) (Tyler, 2001)
- Homo erectus soloensis (Hombre de Solo) (Oppenoorth, 1932)
- Homo erectus tautavelensis (Hombre Tautavel) (de Lumley y de Lumley, 1971)
- Homo erectus georgicus (1991)
- Homo erectus bilzingslebenensis (Vlček, 2002)[40]